# اچ‌ام‌اس سولطانا (۱۷۶۸)
اچ‌ام‌اس سولطانا (۱۷۶۸) (به انگلیسی: HMS Sultana (1768)) یک کشتی بود که طول آن ۵۰ فوت ۶ اینچ (۱۵٫۴ متر) بود.